# Дятлово (Рязанская область)
Дя́тлово — село в Рязанском районе Рязанской области России, входит в состав Искровского сельского поселения. 

## География
Село расположено в 13 км на юго-запад от центра поселения посёлка Искра и в 30 км на юг от Рязани.

## История
Село Дятлово под именем погоста упоминается в приправочных книгах Каменского стана. На погосте находилась деревянная церковь Успения Пресвятой Богородицы. Тот же погост на речке Лунке с церковью Успения Пречистой Богородицы упоминается в писцовых книгах 1628 и 1629 годов, где кроме того добавлено, что на погосте была другая церковь Парасковьи Пятницы. По окладным книгам 1676 года Дятлово значилось селом, в котором при церкви Успения Божьей Матери было 2 двора поповых, двор дьячков, двор пономарский, двор просфирницын и двор церковного бобыля. Вместо упоминаемой в XVII веке деревянной Успенской церкви, проданной будто бы в село Дашково, в 1771 году вдовой Парасковьей Степановной Вердеревской построена была деревянная церковь в честь Успенья Божьей Матери с приделом во имя Св. Мученицы Параскевы. С 1876 года в селе существовала при церкви школа, построенная прихожанами с помощью от земства. 
В XIX — начале XX века село входило в состав Долматовской волости Пронского уезда Рязанской губернии. В 1905 году в селе было 36 дворов.
С 1929 года село входило в состав Бурминского сельсовета Рязанского района Рязанского округа Московской области, с 1937 года — в составе Рязанской области, с 2005 года — в составе Искровского сельского поселения.

## Население
| 1859 | 1906 | 2010 |
| ---- | ---- | ---- |
| 235  | ↗286 | ↘13  |